# Corzetti
I corzetti  o croxetti oppure anche corsetti (in dialetto genovese corzétti, pronuncia [kurˈzetti]) sono una pasta tipica della cucina ligure.

## Tipologie
Esistono due tipi di corzetti: quelli della val Polcevera (corzetti valpolceveraschi), dalla caratteristica forma a piccolo otto e quelli stampati (corzétti stanpæ o corzetti del Levante). Sono detti stampati perché la decorazione di questi piccoli cerchi di pasta è ottenuta mediante uno stampino in legno che decora la pasta in modo da "prepararla" ad accogliere meglio il condimento. In alcune botteghe artigianali del centro storico genovese si trova ancora chi fabbrica questi stampi così utili per preparare questa pasta tipica. Parallelamente alla produzione artigianale, esiste anche una produzione industriale dei corzetti che viene normalmente effettuata con macchine raviolatrici.
I curzetti carlofortini sono una pasta secca artigianale tipica del paese di Carloforte, prodotta nell'Isola di San Pietro (arcipelago del Sulcis), nel sud-ovest della Sardegna. La loro forma ricorda molto quella delle orecchiette pugliesi, ma la loro origine è differente, e nascono da una semplificazione della ricetta dei corzetti liguri.

## Storia
I corzetti stampati (“cruxetti“) compaiono nel medioevo, nell'epoca rinascimentale. Le famiglie nobili del tempo pare ordinassero ai loro cuochi di realizzare un tipo di pasta che riportasse il proprio stemma, tutto ciò con lo scopo di rammentare ai commensali l'importanza della propria famiglia e riaffermare il proprio dominio sul territorio.
Le incisioni erano solitamente differenti sulle due parti. Il nome deriva dall'immagine stilizzata di una piccola croce, una crocetta (“cruxetta“) con la quale veniva originariamente decorato un lato di questi medaglioni, da qui il nome “cruxettu“. Nel levante ligure, con la parola “corzetto“ s'intende sia lo stampo di legno che la pasta così incisa. 
Tecnicamente i corzetti si presentano come stampi di legno composti da due parti: una che ha la funzione di timbro e l'altra di forma cilindrica con una parte incisa e concava, che serve per tagliare la pasta. I tipi di legno generalmente usati sono pero, melo, faggio o acero. Sebbene la maggior parte degli stampi per corzetti oggi venga prodotta in modo industriale, i più pregiati restano quelli intagliati interamente a mano.  
Tra i maestri intagliatori più famosi si ricordiano Pietro Picetti  di Varese Ligure. Al Picetti va anche il merito di aver ritrovato una fonte documentale della Repubblica di Genova risalente al 1700, che testimonia come i corzetti fossero preparati in occasione di eventi ufficiali.

## Ingredienti
Acqua, farina di grano e sale.

## Preparazione
Si prepara l'impasto, poi la sfoglia, quindi la si taglia a cerchietti su cui si stampa il disegno dello stampino.
Una volta fatti si lasciano asciugare un po' sulla madia e poi si cuociono.
Sono ottimi conditi con salsa di noci, sugo di funghi (Tocco de fonzi) o con il pesto.
Nel levante ligure è uso condirli anche con la salsa di pinoli.

## Riconoscimento
Sia i corsetti valpolceveraschi che quelli del Levante sono stati riconosciuti dal Ministero delle politiche agricole alimentari e forestali, su proposta della Regione Liguria, come Prodotti agroalimentari tradizionali liguri .